# هربرت ريتشاردسون
هربرت ريتشاردسون هو مجدف كندي، ولد في 25 نوفمبر 1903 في تورونتو في كندا، وتوفي في 17 يناير 1982.

## وصلات خارجية
- هربرت ريتشاردسون على موقع الاتحاد الدولي للتجديف (الإنجليزية)
- هربرت ريتشاردسون على موقع اللجنة الأولمبية الدولية (الإنجليزية)
- هربرت ريتشاردسون على موقع أوليمبيديا (الإنجليزية)